# Дар-эс-Салам (область)
Дар-эс-Салам (англ. Dar es Salaam) — область в Танзании. Административным центром области является город Дар-эс-Салам, крупнейший в Танзании, в котором проживает 93,9 % населения области.
Площадь 1393 км². По переписи на август 2012 года население области составило 4 364 541 человек.

## География
Расположена на востоке страны, имеет выход к Индийскому океану.

## Административное деление
Область подразделяется на три округа:
- Кинондони
- Илала
- Темеке